# 1864 no jornalismo
Nesta página encontrará referências aos acontecimentos directamente relacionados com o jornalismo ocorridos durante o ano de 1864.

## Eventos
- Publicação da primeira edição do jornal português "Diário de Notícias".

## Nascimentos
| Data          | Nome                     | Profissão                              | Nacionalidade | Observações | Ref |
| ------------- | ------------------------ | -------------------------------------- | ------------- | ----------- | --- |
| 23 de agosto  | Constantino José Cardoso | político e jornalista                  | Portugal      | m. 1938     |     |
| 9 de dezembro | Pardal Mallet            | jornalista e romancista. Membro da ABL | Brasil        | m. 1894     |     |

## Mortes
| Data          | Nome           | Profissão                               | Nacionalidade | Observações | Ref |
| ------------- | -------------- | --------------------------------------- | ------------- | ----------- | --- |
| 3 de novembro | Gonçalves Dias | poeta, jornalista, advogado, teatrólogo | Brasil        | n. 1823     |     |